# Klára Pražáková
Klára Pražáková, rozená Fuxová (30. května 1891 Praha – 2. října 1933 Praha) byla česká klasická filoložka, spisovatelka a gymnaziální učitelka.
V letech 1910–1914 studovala na Filosofické fakultě Univerzity Karlovy klasickou filologii, kde roku 1915 získala titul PhDr. Poté až do roku 1925 vyučovala na dívčím gymnáziu Minerva (Elišky Krásnohorské). V roce 1919 se stala druhou manželkou Alberta Pražáka.
Překládala z řečtiny a angličtiny. Napsala také několik drobných dramat. Úvahy o dramatu vyšly posmrtně pod názvem Od včerejška k zítřku (1940).

## Život
Narodila se do rodiny inženýra Engelberta Fuxe a Kláry Fuxové, dcery řezbáře Petra Buška (kmotrem byl spisovatel Bohdan Kaminský). Navštěvovala dívčí gymnázium Minerva, poté na české Karlo-Ferdinandově univerzitě završila svoje studium 1. prosince 1915 promocí. Složila hlavní rigorózní zkoušku z klasické filologie a klasické archeologie a vedlejší rigorózní zkoušku z filozofie, obhájila disertační práci s názvem Obrana pravosti Lukianova spisu Δημοσθένους Ἐγκώμιον (Demosthenous enkomion).

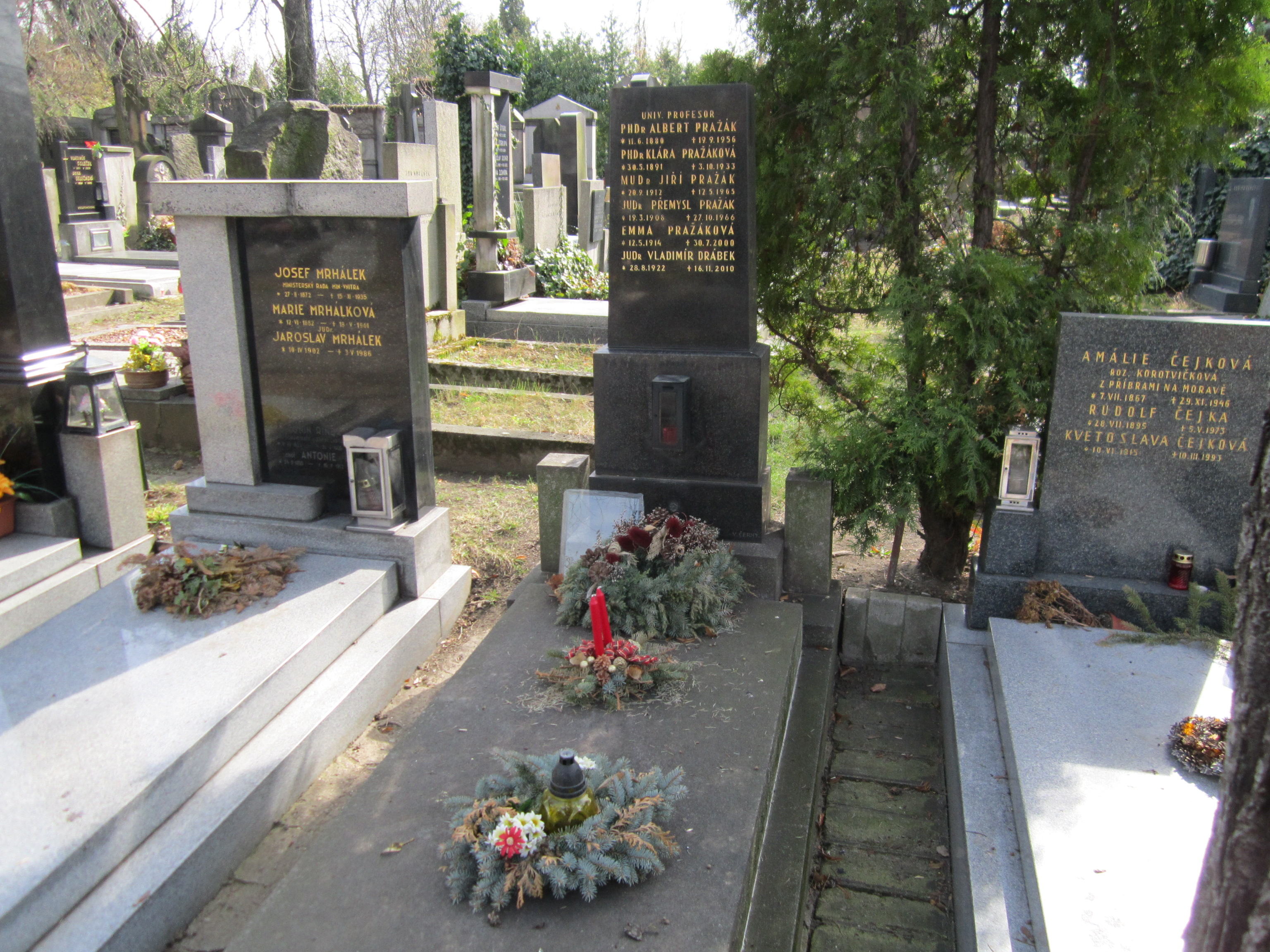
Hrob Kláry Pražákové na vinohradském hřbitově

Ve školním roce 1915/1916 nastoupila do Minervy, kde působila do školního roku 1923/1924, kdy nastoupila plnou dovolenou, ovšem následujícího roku se do školy nevrátila a byla penziovaná. Zemřela 2. října 1933 ve Všeobecné nemocnici. (Některé zdroje uvádějí datum úmrtí 3. října.)

## Dílo
- K datování Lukianova spisu Alethes historia. In Sborník prací filologických universitnímu professoru Františku Grohovi k šedesátým narozeninám, 1923
- Objev: komedie o 3 dějstvích s předehrou, 1930
- Svatý prorok a spol.: Tragikomedie o 4 dějstvích a 8 obrazech, 1932
- Hostina sedmi mudrců: antický proverb, 1932 (Lumír),[3] 1941 (knižně)
- Od včerejška k zítřku, 1940

### Překlady
- Foeničanky, Eurípidés, 1913
- Herakles, Eurípidés, 1924
- Komedie o strašidle, Plautus, 1926
- Dům zlomených srdcí, George Bernard Shaw, 1926 (přeložila s Karlem Muškem, Annou Pflanzerovou)
- Dívka z Andru, Publius Terentius Afer, 1933